# Hyphydrus sphaeroidalis
Hyphydrus sphaeroidalis är en skalbaggsart som beskrevs av Olof Biström 1982. Hyphydrus sphaeroidalis ingår i släktet Hyphydrus och familjen dykare. Inga underarter finns listade i Catalogue of Life.